# John Allred
John Allred (Rock Island, 1962) es un trombonista de jazz estadounidense. Es hijo del trombonista de jazz Bill Allred.

## Carrera
Después de graduarse de la escuela secundaria, Allred se mudó al sur de California y comenzó su carrera musical profesional con Jazz Minors, un grupo de seis integrantes de Dixieland en Disneyland en Anaheim, California. Durante este tiempo, se volvió activo en la escena musical de Los Ángeles y en 1987 aceptó una invitación para unirse a Woody Herman and the Young Thundering Herd.
Se mudó a Orlando, Florida, tocando jazz y en conciertos de estudio. Luego le pidieron que tocara en la Harry Connick Jr. Big Band, con quien realizó giras y actuó en numerosas grabaciones y apariciones en televisión. En la película My Girl, entrenó al actor Dan Aykroyd sobre cómo imitar a un intérprete de tuba y grabó las partes de la tuba para la banda sonora. Durante este tiempo también tomó un papel activo en la banda de jazz de su padre, tocó en numerosos espectáculos de producción y tocó el bombardino con Rich Matteson y Harvey Phillips en el Matteson-Phillips Tubajazz Consort.
En 1999, Allred se mudó a la ciudad de Nueva York y actuó con la Toshiko Akiyoshi Big Band, la Woody Herman Orchestra y la Carnegie Hall Jazz Band.

## Discografía
- In the Beginning (Arbors, 1993)
- Focused (AppleJazz, 1998)
- Head to Head (Arbors, 2002)
- The ABC's of Jazz (Arbors, 2009)
- Live and Unplugged (2014)[2]

Con Warren Vache
- 2008 Jubilation
- 2009 Top Shelf
- 2010 Ballads and Other Cautionary Tales